# Harrison Róchez
Harrison Róchez, né le 20 septembre 1983 à Mango Creek (Belize), est un footballeur international bélizien. Il joue au poste d'attaquant avec l'équipe du Belize et le club de Marathón.

## Biographie

### Carrière en club
Rochez joue dans plusieurs clubs au Belize avant de déménager au Honduras en 2007. Il évolue à Platense et à Necaxa avant de rejoindre Marathon en décembre 2011.
En 2013, il fait son retour au Belize en signant au FC Police United.

### Carrière en équipe nationale
Harrison Róchez est convoqué pour la première fois par le sélectionneur national Anthony Adderly pour un match des éliminatoires de la coupe du monde 2006 face au Canada le 16 juin 2004.
Il compte 33 sélections et 4 buts avec l'équipe du Belize depuis 2004.

## Statistiques

### En sélection nationale
| Sélection | Année | Matchs | Buts |
| --------- | ----- | ------ | ---- |
| Belize    | 2004  | 1      | 0    |
| Belize    | 2005  | 3      | 0    |
| Belize    | 2007  | 3      | 0    |
| Belize    | 2008  | 4      | 1    |
| Belize    | 2009  | 3      | 0    |
| Belize    | 2010  | 2      | 1    |
| Belize    | 2011  | 6      | 2    |
| Belize    | 2013  | 9      | 0    |
| Belize    | 2014  | 2      | 0    |
| Total     | Total | 33     | 4    |

### Buts en sélection
| Buts de Harrison Róchez en sélection | Buts de Harrison Róchez en sélection | Buts de Harrison Róchez en sélection | Buts de Harrison Róchez en sélection | Buts de Harrison Róchez en sélection | Buts de Harrison Róchez en sélection | Buts de Harrison Róchez en sélection |
| ------------------------------------ | ------------------------------------ | ------------------------------------ | ------------------------------------ | ------------------------------------ | ------------------------------------ | ------------------------------------ |
| -                                    | Date                                 | Lieu                                 | Adversaire                           | Résultat                             | Compétition                          |                                      |
| 1                                    | 6 février 2008                       | Guatemala City (Guatemala)           | Saint-Christophe-et-Niévès           | 3-1                                  | Éliminatoires Coupe du monde 2010    |                                      |
| 2                                    | 10 octobre 2010                      | San José (Guatemala)                 | Guatemala                            | 4-2                                  | Match amical                         |                                      |
| 3                                    | 15 juin 2011                         | Couva (Trinité-et-Tobago)            | Montserrat                           | 2-5                                  | Éliminatoires Coupe du monde 2014    |                                      |
| 4                                    | 2 septembre 2011                     | Saint-Georges (Grenade)              | Grenade                              | 0-3                                  | Éliminatoires Coupe du monde 2014    |                                      |